# San Bartolomé Cuahuixmatlac
San Bartolomé Cuahuixmatlac es una localidad del municipio de Chiautempan en el estado de Tlaxcala, en México.Se considera un pueblo tradicionalista con costumbres y tradiciones de la zona

## Geografía
Toponímico: Del náhuatl cuahui de cuahuitl árbol o palo, ix de ixco frente o sobre y matlac de matlactli diez, es decir, “frente a los diez árboles”.
Población: 3,088 habitantes
Ubicación: a 2,490 m s. n. m. y en 19.º y 18 min latitud norte, así como 98° 9' W en el Volcán la Malintzin

## Historia
Fundado por los tlaxcaltecas en el año 1380. De este lugar y en el mismo año de su fundación, salió un grupo que se instaló en terrenos de menor pendiente, cercanos a los ríos de los Negros, Chiautempan y Tlapacoya que integraron el pueblo de Chiautempan, hoy cabecera municipal de este pueblo.
Además, cabe mencionar que el Pueblo de San Bartolomé Cuahuixmatlac está ubicado en una posición geoestratégica del volcán la Malintzin, ya que, según las crónicas, en este lugar se encontraba el teocalli a la Deidad Indígena Matlalcueye, deidad del agua en Tlaxcala durante la época prehispánica, la cual fue destruida por Fray Martín de Valencia, quien colocó en este lugar la imagen de San Bartolomé, y hoy, el mismo punto del teocalli está ocupado por un templo católico, conforme a la costumbre castellana de edificar un templo católico encima de uno prehispánico en muestra al triunfo de la fe. Es así como hacia 1524, se funda aquí la Primera Ermita de las Américas.
Otros autores toman al teocalli como una dedicación hacia la Diosa Toci, la cual era venerada en la época prehispánica por los habitantes de este lugar, y fueron estos, quienes fundaron Chiautempan en el mismo año, consagrando esa población también a la Abuela de los Dioses.

## Otros
La gente se dedica al sector primario e industrial especialmente al textil y tiene variadas costumbre en la cual destacan la festividad al santo patrón San Bartolomé que es organizado por la fiscalía y mayorodomias en la cual el mayordomo invita a toda la población y pueblos aledaños que se les invita.
La fiesta patronal se hace en honor al apóstol San Bartolomé que se realiza el 24 de agosto, organizado en conjunto con la presidencia auxiliar y autoridades eclesiásticas. Nombrada la “Feria del Nogal”, llamada así porque la mayoría de los pobladores tienen en sus hogares árboles de nogal, que se cosechan nueces de castilla en las mismas fechas.
Por otro lado la presidencia auxiliar realiza actividades deportivas y culturales durante una semana, mientras que los pobladores deleitan a sus invitados con el tradicional mole de guajolote, tamales de ayocote, tortillas de maíz y arroz rojo.

## Turismo

### Iglesia de San Bartolomé
La iglesia de San Bartolomé se encuentra en el centro de la comunidad, es caracterizado por ser la primera ermita de las Américas y que actualmente en su interior se encuentra un pequeño museo donde está reflejada su historia prehispánica y colonial además de la imagen de san Bartolomé de antiquísima historia traída desde España con manufactura indígena, destacan sus campanas de riel de apizaco y el altar del sagrado corazón de Jesús consagrado por fray toribio de benavente y una imagen réplica fiel de nuestra señora de Ocotlán, regalo del obispo Luis Munive Escobar.